# تقويم هولوسين

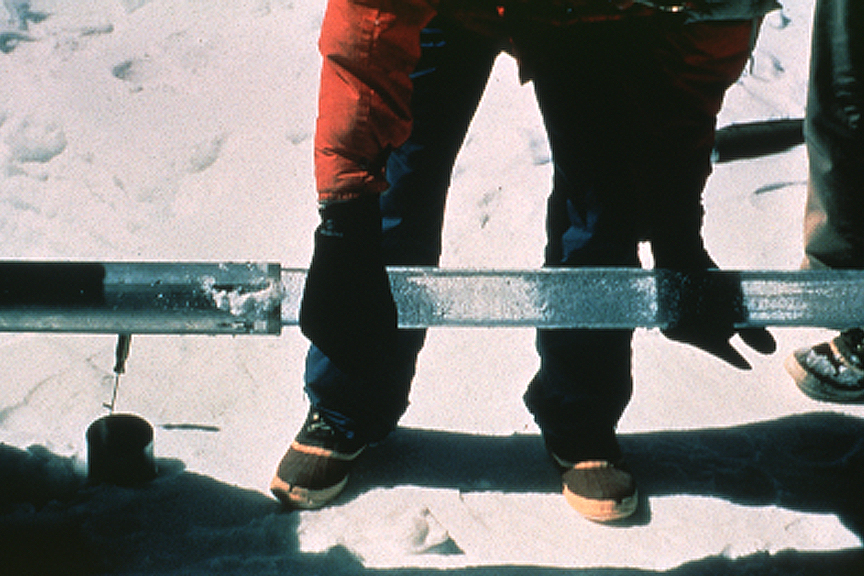

التقويم الإنساني (HE)، المعروف أيضًا باسم عصر هولوسين أو تقويم هولوسين هو نظام تقويم يضيف تحديدًا 10 آلاف سنة إلى تقويم أنو دوميني (بعد الميلاد) (AD) السائد حاليًا في جميع أنحاء العالم أو نظام قبل الميلاد (CE)، بحيث تكون السنة الأولى قريبة من بداية عصر الهولوسين والثورة النيوليثية. ويدعي أنصار التقويم الإنساني أن هذا يسهل عملية التقويم الجيولوجي وتقويم علم الآثار وعلم تحديد أعمار الأشجار والتقويم التاريخي، كما يعتمد هذا العصر على حدث ذي ارتباط أكثر كونيةً من ميلاد المسيح. ويمكن تحويل السنة الحالية ميلاديًا إلى سنة نظام هولوسين بإضافة الرقم "1" قبله، فيصبح العام 1 حسب التقويم الإنساني. كان أول من اقترح نظام التقويم الإنساني هو العالم قيصر إميلياني (Cesare Emiliani ) عام 1993 (11993 حسب التقويم الإنساني).

## الدافع
كان اقتراح قيصر إميلياني لـ تعديل التقويم يسعى إلى حل عدد من المشكلات المزعومة المتعلقة بالتقويم بعصر بعد الميلاد الحالي، والتي تُعدد السنوات حسب نظام التقويم المقبول عالميًا. وتشمل تلك المشكلات:
- يعتمد عصر أنو دوميني على تقدير خاطئ لـ سنة ميلاد السيد المسيح. فيحدد هذا النظام سنة ميلاد المسيح في السنة الأولى قبل الميلاد، لكن علماء العصر الحديث قرروا أنه قد ولد سنة 4 قبل الميلاد أو قبلها. ويجادل إميلياني أن استبدال ذلك ببداية تقريبية لعصر الهولوسين يكون أفضل.
- يرى إميلياني أن ميلاد السيد المسيح يعتبر حدث عصري أقل ارتباطٍ كونيٍّ من البداية التقريبية لعصر الهولوسين.
- يتم عد سنوات ما قبل الميلاد عند الانتقال من الماضي إلى المستقبل، مما يصعب عملية حساب النطاق الزمني.
- لا يوجد في نظام تقويم أنو دوميني سنة صفرية، حيث تلي السنة 1 قبل الميلاد السنة 1 بعد الميلاد، مما يضيف المزيد من الصعوبة إلى عملية حساب النطاق الزمني.

بدلاً من ذلك، يحدد عصر الهولوسين عصره إلى السنة 10,000 قبل الميلاد. ويعد هذا تقديرًا تقريبيًا لبداية العصر الجيولوجي، الهولوسين (معنى الاسم الحديث كليًا). الدافع وراء ذلك أنه يعتقد أن الحضارة الإنسانية قد نشأت كلها في إطار هذه الفترة (مثل أول المستوطنات والزراعة، إلخ). ويمكن حينئذٍ ذكر جميع التواريخ الأساسية في التاريخ الإنساني باستخدام مقياس بسيط لزيادة التاريخ بحيث تقع التواريخ الأصغر دائمًا قبل التواريخ الأكبر.

### التحويل
يمكن عمل التحويل من سنوات نظام تقويم جوليان أو التقويم الغريغوري بإضافة 10 آلاف سنة. أما سنوات ما قبل الميلاد فيتم تحويلها بطرح سنة ما قبل الميلاد من رقم 10,001.
هناك أسلوب بسيط للتحقق من صحة التحويل ذلك أن الأرقام الفردية الأخيرة من سنة ما قبل الميلاد وما يقابلها من التقويم الإنساني يجب أن تضيف ما يصل إلى 1 أو 11.
| سنوات النظام الغريغوري | أيزو 8601 | العصر الإنساني عصر هولوسي |
| ---------------------- | --------- | ------------------------- |
| 30001 قبل الميلاد      | −30000    | 20000 قبل العصر الإنساني  |
| 10001 قبل الميلاد      | −10000    | 0 تقويم إنساني            |
| 10000 قبل الميلاد      | −9999     | 1 تقويم إنساني            |
| 9001 قبل الميلاد       | −9000     | 1000 تقويم إنساني         |
| 1000 قبل الميلاد       | −0999     | 9001 تقويم إنساني         |
| 100 قبل الميلاد        | −0099     | 9901 تقويم إنساني         |
| 2 قبل الميلاد          | −0001     | 9999 تقويم إنساني         |
| 1 قبل الميلاد          | +0000     | 10000 تقويم إنساني        |
| 1 بعد الميلاد          | +0001     | 10001 تقويم إنساني        |
| 2 بعد الميلاد          | +0002     | 10002 تقويم إنساني        |
| 2025 AD                | +2025     | 12025 HE                  |
| 10000 بعد الميلاد      | +10000    | 20000 تقويم إنساني        |